# Non riconciliati, o solo violenza aiuta, dove violenza regna
Non riconciliati, o solo violenza aiuta, dove violenza regna (Nicht versöhnt oder es hilft nur Gewalt, wo Gewalt herrscht) è un mediometraggio del 1965 diretto da Jean-Marie Straub tratto dal romanzo Biliardo alle nove e mezzo di Heinrich Böll.

## Trama
Il vecchio Heinrich Fähmel, capostipite di una famiglia di architetti è famoso per il progetto dell'abbazia di San Severino che il figlio Robert ha fatto poi esplodere durante la Seconda Guerra Mondiale; il figlio di questi, Joseph, viene incaricato di ricostruirla. Ritorna in città, dopo molti anni, Schrella, un compagno di scuola di Robert che era fuggito da adolescente per le persecuzioni naziste. Alla festa di compleanno di Heinrich è prevista la presenza della moglie Johanna, in cura presso un ospedale psichiatrico.

## Produzione
Venne autoprodotto dai due autori grazie a una raccolta fondi fra i loro amici alla quale prese parte anche Jean-Luc Godard. Vennero impiegati attori non professionisti la cui recitazione fu caratterizzata da un forte accento; le riprese avvennero in presa diretta. Le riprese vennero effettuate da agosto 1964 ad aprile 1965 in Germania nelle città e nei dintorni di Colonia, Eifel e Monaco.

## Accoglienza
Per le tematiche proposte, in patria ottenne una scarsa accoglienza da parte della critica e Witsch, l'editore di Böll del cui romanzo l'opera era tratta, chiese la distruzione della pellicole e il blocco della proiezione. Diversamente, in Francia, la rivista Cahiers du cinéma, lo inserì al terzo posto della classifica dei migliori film del 1966, paragonandola a opere di autori come Fritz Lang o Carl Theodor Dreyer.